# Церковь Введения во храм Пресвятой Богородицы (Спирово)
Церковь Введения во храм Пресвятой Богородицы (Введенский храм) — православный храм в селе Спирово Волоколамского городского округа Московской области. Входит в состав Волоколамского благочиния Одинцовской епархии Русской православной церкви.

## История
Село Спирово являлось родовым имением преподобного Иосифа Волоцкого, пожалованным его прадеду Александру святым благоверным князем Димитрием Донским. В конце XV — начале XVI века преподобным Иосифом в селе был устроен Введенский Божедомный богорадный монастырь с деревянной церковью в честь Введения во храм Пресвятой Богородицы и воздвигнут специальный храм — «Дом Божий». По благословению настоятеля и соборных старцев в храме отпевали и хоронили скончавшихся от голода или несчастных случаев бездомных людей.
«Они не умели назвать поминаемых, но думали, что Бог слышит и знает, за кого воссылаются к Нему чистые, бескорыстные, истинно христианские молитвы», — писал Николай Карамзин о подобных монастырях.
Во время голода 1570 года в живых остался один из двенадцати иноков, монастырь перестал существовать, а Введенский храм стал приходским.

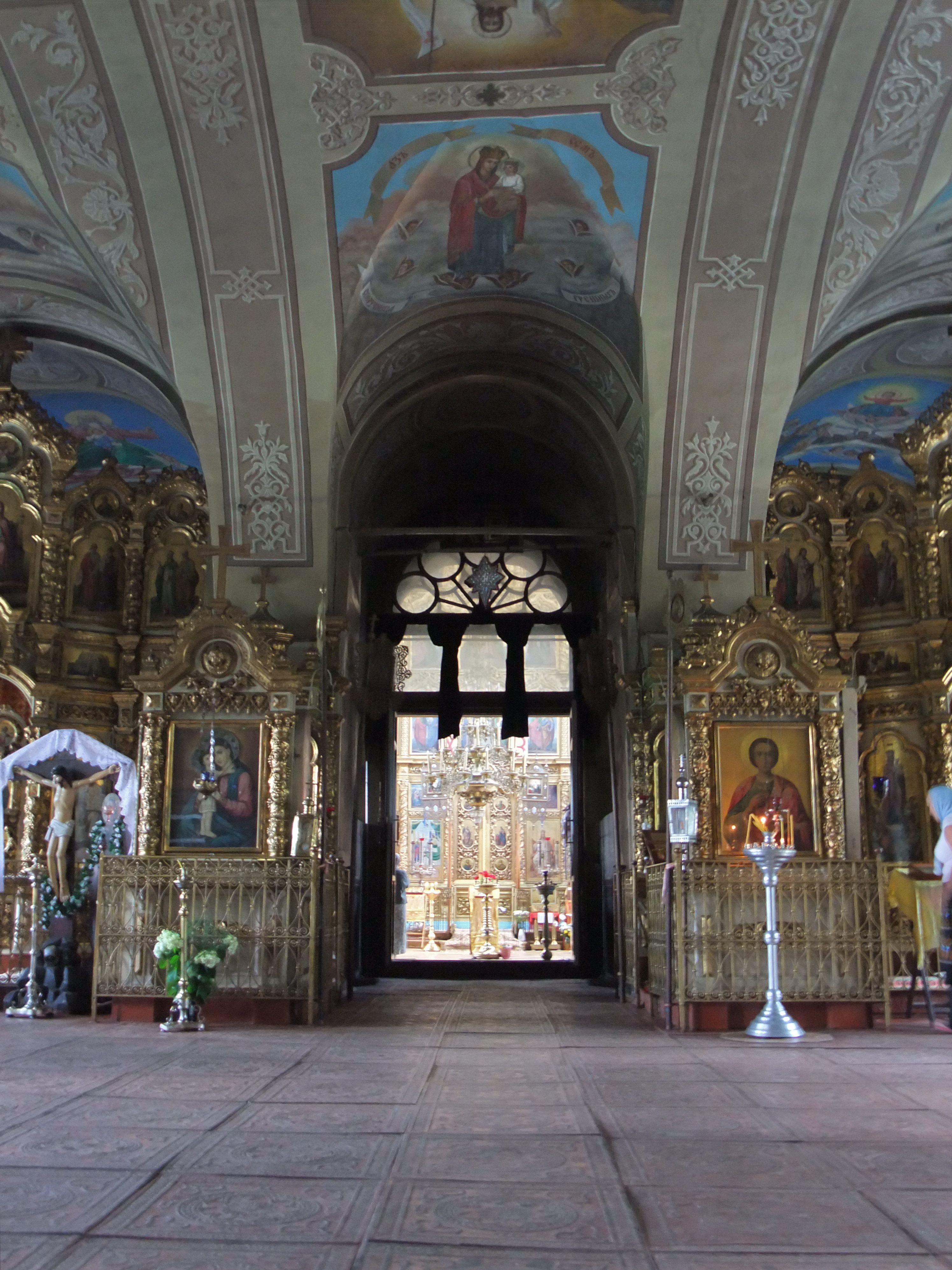

В 1825 году на средства прихожан была построена каменная церковь в честь Введения во храм Пресвятой Богородицы, в 1848 году к ней были пристроены два придела (северный — во имя святителя Николая, южный — во имя святителя Димитрия Ростовского), в 1849-м — колокольня. По данным 1877 года при церкви действовала церковно-приходская школа, по сведениям 1890-го — была уже и земская. Храм никогда не закрывался, а его благотворителями в своё время являлись Пушкины, Воронцовы, Телегины.
Здание построено в стиле классицизма. В основе ярусной храмовой части лежит двусветный, поперечно ориентированный овальный зал с прямоугольными выступами по оси восток — запад. Один из них занят хорами. Деревянный резной 6-ярусный иконостас устроен в 1896—1899 годах.
В купольной части летнего храма сохранилась роспись по мотивам известной картины русского художника Александра Иванова «Явление Христа народу».
На колокольне было шесть колоколов, три из которых имели надписи о дате изготовления: древнейший был отлит в 1695 году и весил 7 пудов, «вседневный» — в 1776 году (24 пуда), большой колокол — в 1850 году (208 пудов).
Введенский храм стал хранителем великих святынь Волоколамской земли. Отсюда в возрождённый Иосифо-Волоцкий монастырь для его освящения были принесены мощи святых. В храме долгие годы пребывает глубокочтимый образ Святителя Николая, здесь же сохранялась и монастырская икона преподобного Иосифа.
27 ноября 1937 года настоятель храма протоиерей Димитрий Лебедев вместе с настоятелем церкви Вознесения Господня в соседнем селе Теряево) Николаем Виноградовым были расстреляны и погребены в безвестной общей могиле на полигоне Бутово под Москвой. Мученики за веру канонизированы Архиерейским собором Русской православной церкви в 2000 году.

## Священники
- Александр Симеонов Смирнов - 1834[3]
- Матвей Федоров Малинин - 1849[4], зять предыдущего
- Павел Иоаннов Колоколов[5]
- протоиерей Димитрий Лебедев  - до 1937